# Jurij Prochaśko
Jurij Bohdanowycz Prochaśko (ur. 28 kwietnia 1970 w Iwano-Frankiwsku) – ukraiński pisarz, tłumacz, eseista i germanista.

## Życiorys
Ukończył filologię niemiecką na Lwowskim Uniwersytecie Narodowym im. Iwana Franki w 1992 r. Był członkiem Europejskiego Stowarzyszenia Psychoterapii i Ukraińskiego Związku Psychoterapeutów w dziedzinie „psychoanalizy grupowej” (2007). Od 1993 r. pracował w lwowskim oddziale Instytutu Literatury Uniwersytetu Narodowego im. Tarasa Szewczenki jako młodszy pracownik naukowy. W 2007 r. został  honorowym członkiem korespondentem Akademii Sztuk Pięknych w Dreźnie. Jest laureatem Nagrody im. Friedricha Gundolfa za upowszechnianie niemieckiej kultury za granicą (2008) i austriackiej Nagrody Państwowej „Translatio” (2008). 
Zainteresowania naukowe: germanistyka, przekład literacki z języka niemieckiego, polskiego i jidysz, literatura galicyjska, historia idei w Galicji i Lwowie, Europa Środkowa, literatura i topografia, psychoanaliza.
Jego brat Taras Prochaśko także jest pisarzem.